# Messok
Messok es una comuna camerunesa perteneciente al departamento de Haut-Nyong de la región del Este.
En 2005 tiene 11 213 habitantes, de los que 1627 viven en la capital comunal homónima.
Se ubica en el centro-sur de la región, unos 150 km al sur de la capital regional Bertoua.

## Localidades
Comprende, además de Messok, las siguientes localidades:
- Bareko
- Bizam
- Kamelone
- Karagua
- Koungoulou
- Long
- Manam
- Massens
- Mbeng-Mbeng
- Mebem
- Mekoua
- Messea
- Mindouma
- Nkeadjinako
- Nkoakom
- Yanebot I
- Zoadiba
- Zoulabot II